# 那竭国
那竭国，又名那迦罗阿国，那揭罗曷国，是梵文Nagarahara的对音。统治范围相当于现在阿富汗的楠格哈爾（Nangarhar）省，是古代阿富汗的一个佛教中心，出土了大量的有希腊风格的佛教造像。都城遗址位于现阿富汗贾拉拉巴德市西五英里处的那加哈（Naghrat）村

## 历史
该国的记载最早见东晋高僧法显著《法显传》：“至那竭国界醯罗城，中有佛顶骨精舍，尽以金薄，七宝校芳。国王敬重顶骨，乃取国中豪姓八人，人持一印，印封守护。”。
北魏宋云曾于正光元年四月訪問那迦罗阿国：“至那迦罗阿国，有佛顶骨，方圆四寸，黄白色，下有孔。”
玄奘《大唐西域记》记载最详：“那揭罗曷国东西六百余里，南北二百五六十里，山周四境，悬隔危险。国大都城周二十余里。无大君长主令，役属迦毕试国。丰谷稼，多花果。气序温暑，风俗淳质。”

## 都城

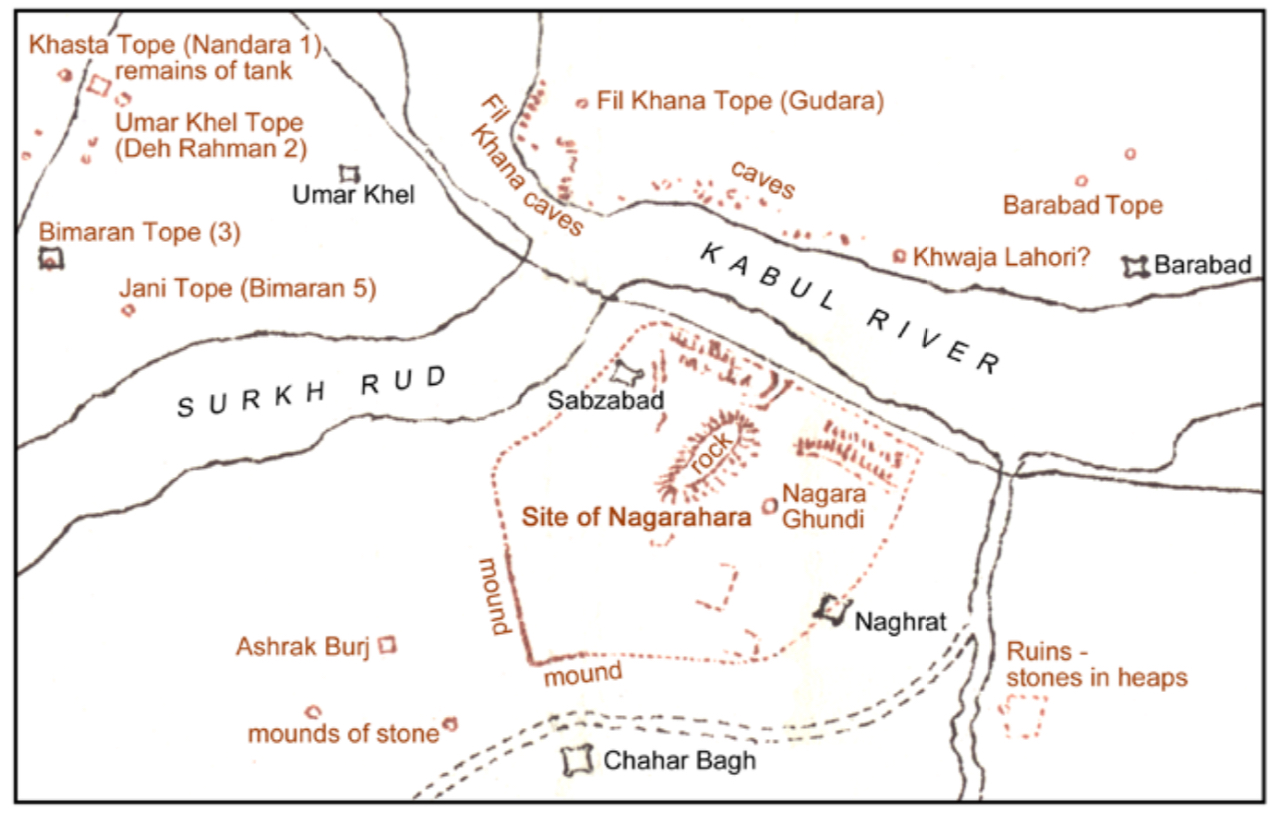
Ancient Capital of Nagarahara by Charles Masson 1830s

19世纪30年代，英国考古学家查尔斯.马松（Charles Masson）发掘了那竭国都城遗址。确定了玄奘记载的收藏有佛牙的大佛塔，并进行了发掘。

玄奘《大唐西域记》中对都城有详细描述：“城东二里有窣堵波，高三百余尺，无忧王之所建也。编石特起，刻雕奇制，释迦菩萨值然灯佛敷鹿皮衣布发掩泥得受记处。时经劫坏，斯迹无泯。或有斋日，天雨众花，群黎心竞，式修供养。其西伽蓝，少有僧徒。次南小窣堵波，是昔掩泥之地，无忧王避大路，遂僻建焉。城内有大窣诸波故基。闻诸先志曰：昔有佛齿，高广严丽。今既无齿，唯余故基。其侧有窣堵波，高三十余尺。彼欲相传，不知源起，云从空下，峙基于此。既非人工，实多灵瑞。城西南十余里有窣堵波，是如来自中印度凌虚游化，降迹于此，国人感慕，建此灵基。其东不远有窣堵波，是释迦菩萨昔值然灯佛于此买花。 ”

那竭国都在大慈恩寺三藏法师传中有被称为“灯光城”。

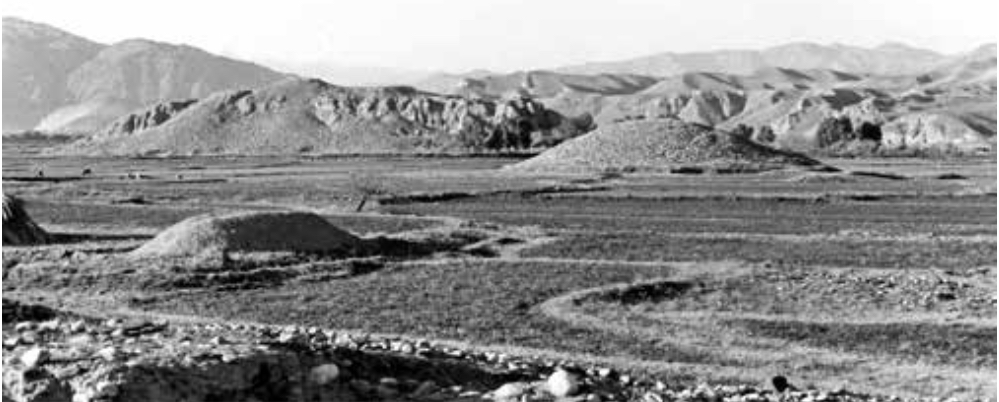
two ruined stupas

## 小石岭佛影窟
“灯光城”西南20里处的佛影窟遗迹，是古代印度佛教的圣地，具体地址暂时没有得到确认，查尔斯.马松在1830年代对加那加哈（Naghrat）村西南地区的河谷进行了勘查，发了数处佛塔和佛寺遗迹。

僧祐《释迦谱》卷三引《观佛三昧经》谓︰‘尔时龙王白佛言︰唯愿如来常住此间，佛若不在，我发恶心无由成道，唯愿留神殷勤三请。（中略）龙王于其池中，出七宝台奉上如来，唯愿天尊受我此台。佛言︰不须此台，汝但以罗刹石窟施我。诸天闻已，各脱宝衣以扫佛窟。佛摄神足独入石室自敷坐具，令此石窟暂为七宝。时罗刹女及以龙王，为四大弟子及阿难等造五石窟。尔时世尊，坐龙王窟不移坐处，亦受王请，入那干诃城及以诸国。（中略）尔时世尊安慰龙王。我受汝请，当坐汝窟中经千五百岁。时诸龙王合掌劝请，还入窟中。佛即坐已。窟中作十八变，踊身入石，犹如明镜在于石内，映现于外，远望则见，近则不现。诸天百千供养佛影，影亦说法。石窟高一丈八尺，深二十四步，石清白色。’

《高僧法显传》载︰‘那竭城南半由延有石室博山，西南向佛留影，此中去十余步观之如佛真形，金色相好光明炳着，转近转微仿如有，诸方国王遣工画师摹写莫能及。’

唐朝玄奘至此地时，此地已荒废，大唐西域记中记载：“又聞燈光城西南二十餘里有瞿波羅龍王所住之窟，如來昔日降伏此龍，因留影在中。法師欲往禮拜，承其路道荒阻，又多盜賊，二三年已來人往多不得見，以故去者稀疏。”

## 醯羅城

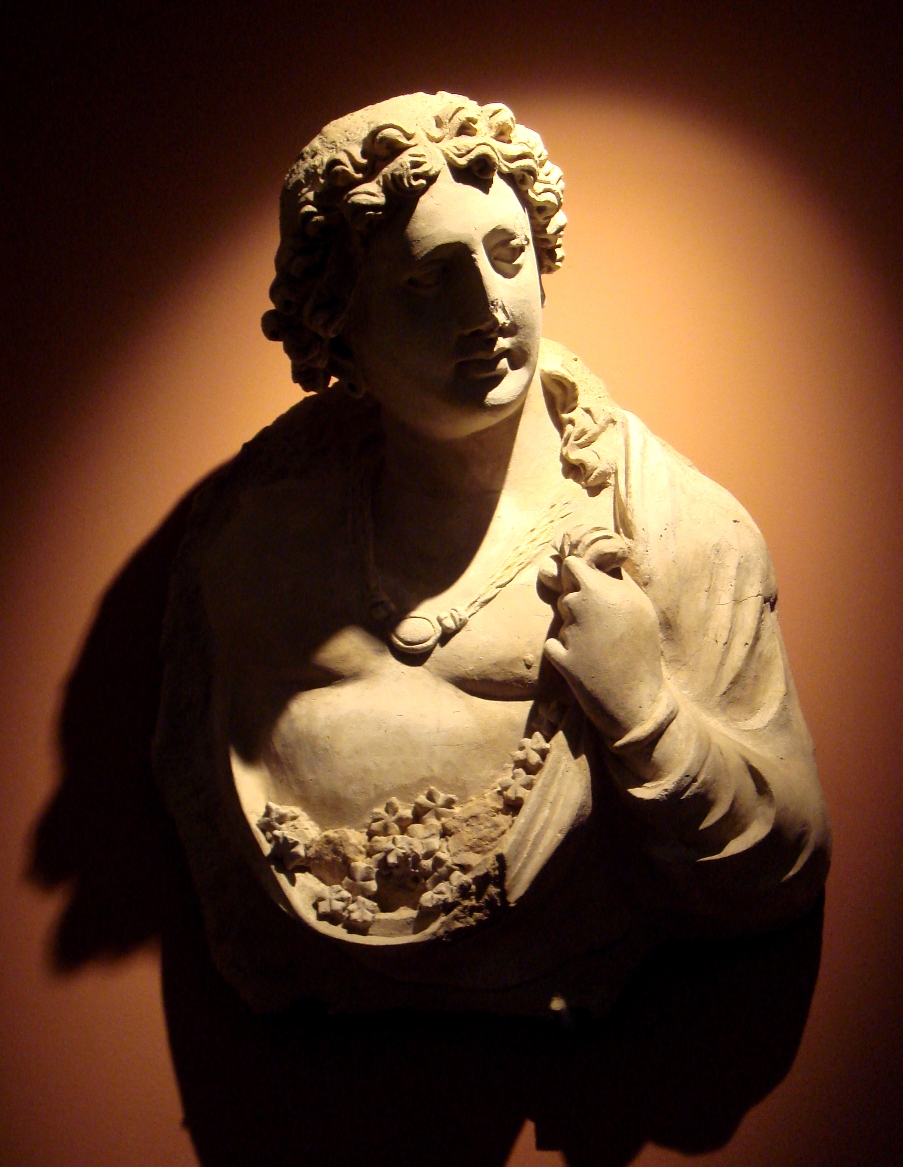
HaddaGenius

《大唐西域记》载：“城東南三十餘里，至醯羅城。”，醯羅城即现贾拉拉巴德西南的哈达城 (阿富汗)遗迹。从1830年代到1970年代，相继有考古学家对哈达城遗迹进行了大量的考古发掘，发现了几万件具有典型希腊晚期雕塑风格的塑像

唐玄奘访问该城，并见到了该城收藏的如来的五件圣物。其大唐西域记中记录：“城東南三十餘里，至醯羅城。周四五里，豎峻險固，花林池沼，光鮮澄鏡。城中居人，淳質正信。復有重閣，畫棟丹楹。第二閣中有七寶小窣堵波，置如來頂骨。骨周一尺二寸，發孔分明，其色黃白，盛以寶函，置窣堵波中。欲知善惡相者，香末和泥，以印頂骨，隨其福感，其文渙然。又有七寶小窣堵波，以貯如來髑髏骨，狀若荷葉，色同頂骨，亦以寶函緘絡而置。又有七寶小窣堵波，貯如來眼睛，睛大如柰，光明清徹，曒映中外，又以七寶函緘封而置。如來僧伽胝袈裟，細氎所作，其色黃赤，置寶函中，歲月既遠，微有損壞。如來錫杖，白鐵作環，栴檀為笴，寶筒盛之。近有國王聞此諸物並是如來昔親服用，恃其威力，迫脅而歸。既至本國，置所居宮，曾未浹辰，求之已失。爰更尋訪，已還本處。斯五聖跡，多有靈異。迦畢試王令五凈行給侍香花，觀禮之徒，相繼不絕。諸凈行等欲從虛寂，以為財用人之所重，權立科條，以止喧雜。其大略曰：「諸欲見如來頂骨者，稅一金錢；若取印者，稅五金錢。」自余節級，以次科條。科條雖重，觀禮彌眾。重閣西北有窣堵波，不甚高大，而多靈異，人以指觸，便即搖震，連基傾動，鈴鐸和鳴。”